# Рендолф Лайсетт
Рендолф Лайсетт (англ. Randolph Lycett; 27 серпня 1886 — 9 лютого 1935) — колишній британський тенісист.
Здобув 16 одиночних титулів.
Перемагав на турнірах Великого шолома в парному та змішаному парному розрядах.
Завершив кар'єру 1929 року.

## Фінали турнірів Великого шолома

### Одиночний розряд:1 поразка
| Результат | Рік  | Турнір               | Покриття | Суперник          | Рахунок       |       |
| --------- | ---- | -------------------- | -------- | ----------------- | ------------- | ----- |
| Поразка   | 1922 | Вімблдонський турнір | Трава    | Джералд Паттерсон | 3–6, 4–6, 2–6 | [ 2 ] |

### Парний розряд: 6 (5–1)
| Результат | Рік  | Турнір                                 | Покриття | Партнер         | Суперники                        | Рахунок                  |       |
| --------- | ---- | -------------------------------------- | -------- | --------------- | -------------------------------- | ------------------------ | ----- |
| Перемога  | 1905 | Відкритий чемпіонат Австралії з тенісу | Трава    | Том Тейчелл     | Едґар Т. Барнард Бейсіл Спенс    | 11–9, 8–6, 1–6, 4–6, 6–1 | [ 3 ] |
| Перемога  | 1911 | Відкритий чемпіонат Австралії з тенісу | Трава    | Родні Гіт       | Джон Еддісон Норман Брукс        | 6–2, 7–5, 6–0            | [ 4 ] |
| Поразка   | 1919 | Вімблдонський турнір                   | Трава    | Родні Гіт       | Пет О'Гара Вуд Роналд Томас      | 4–6, 2–6, 6–4, 2–6       | [ 5 ] |
| Перемога  | 1921 | Вімблдонський турнір                   | Трава    | Макс Вуснам     | Артур Лоу Ґордон Лоу             | 6–3, 6–0, 7–5            | [ 5 ] |
| Перемога  | 1922 | Вімблдонський турнір                   | Трава    | Джеймс Андерсон | Пет О'Гара Вуд Джералд Паттерсон | 3–6, 7–9, 6–4, 6–3, 11–9 | [ 5 ] |
| Перемога  | 1923 | Вімблдонський турнір                   | Трава    | Леслі Годфрі    | Едуардо Флакер Мануель де Гомар  | 6–3, 6–4, 3–6, 6–3       | [ 5 ] |

### Мікст: 5 (3–2)
| Результат | Рік  | Турнір               | Покриття | Партнер       | Суперники                                     | Рахунок  |       |
| --------- | ---- | -------------------- | -------- | ------------- | --------------------------------------------- | -------- | ----- |
| Перемога  | 1919 | Вімблдонський турнір | Трава    | Елізабет Раян | Доротея Даґласс Ламберт Чамберс Алберт Преббл | 6–0, 6–0 | [ 6 ] |
| Поразка   | 1920 | Вімблдонський турнір | Трава    | Елізабет Раян | Сюзанн Ленглен Джералд Паттерсон              | 7–5, 6–3 | [ 6 ] |
| Перемога  | 1921 | Вімблдонський турнір | Трава    | Елізабет Раян | Філліс Ковелл Макс Вуснам                     | 6–3, 6–1 | [ 6 ] |
| Поразка   | 1922 | Вімблдонський турнір | Трава    | Елізабет Раян | Сюзанн Ленглен Пет О'Гара Вуд                 | 6–4, 6–3 | [ 6 ] |
| Перемога  | 1923 | Вімблдонський турнір | Трава    | Елізабет Раян | Дороті Шеферд-Баррон Льюїс Дін                | 6–4, 7–5 | [ 6 ] |